# Пангамова кислота
Пангамова кислота, або Вітамін В15 — складний ефір а-глюконової кислоти та диметилгліцину містить дві рухливі метильні групи, які беруть участь у метильованні та трансметильованні, що зумовлює ліпотропні властивості вітаміну.
Вітамін В15 покращує ліпідний обмін, запобігаючи жировій інфільтрації печінки, збільшує кількість глікогену, креатинфосфату в тканинах, виявляє антигіпоксичну (активує окисні процеси в організмі), антитоксичну дію (викликає детоксикацію під час отруєння хлорорганічними сполуками (ХОС), антибіотиками тетрациклінового ряду, алкоголем, наркотичними речовинами).
Пангамова кислота міститься дріжджах, оболонках рису, печінці, нирках, значно менше в м'язах. Добова потреба людини у вітамін В15 на сьогодні не встановлена. Застосовують вітамін для лікування хронічної коронарної недостатності, атеросклерозу, хронічного гепатиту. Терапевтичні дози 100—300 мг на добу.